# Siculo-normanni

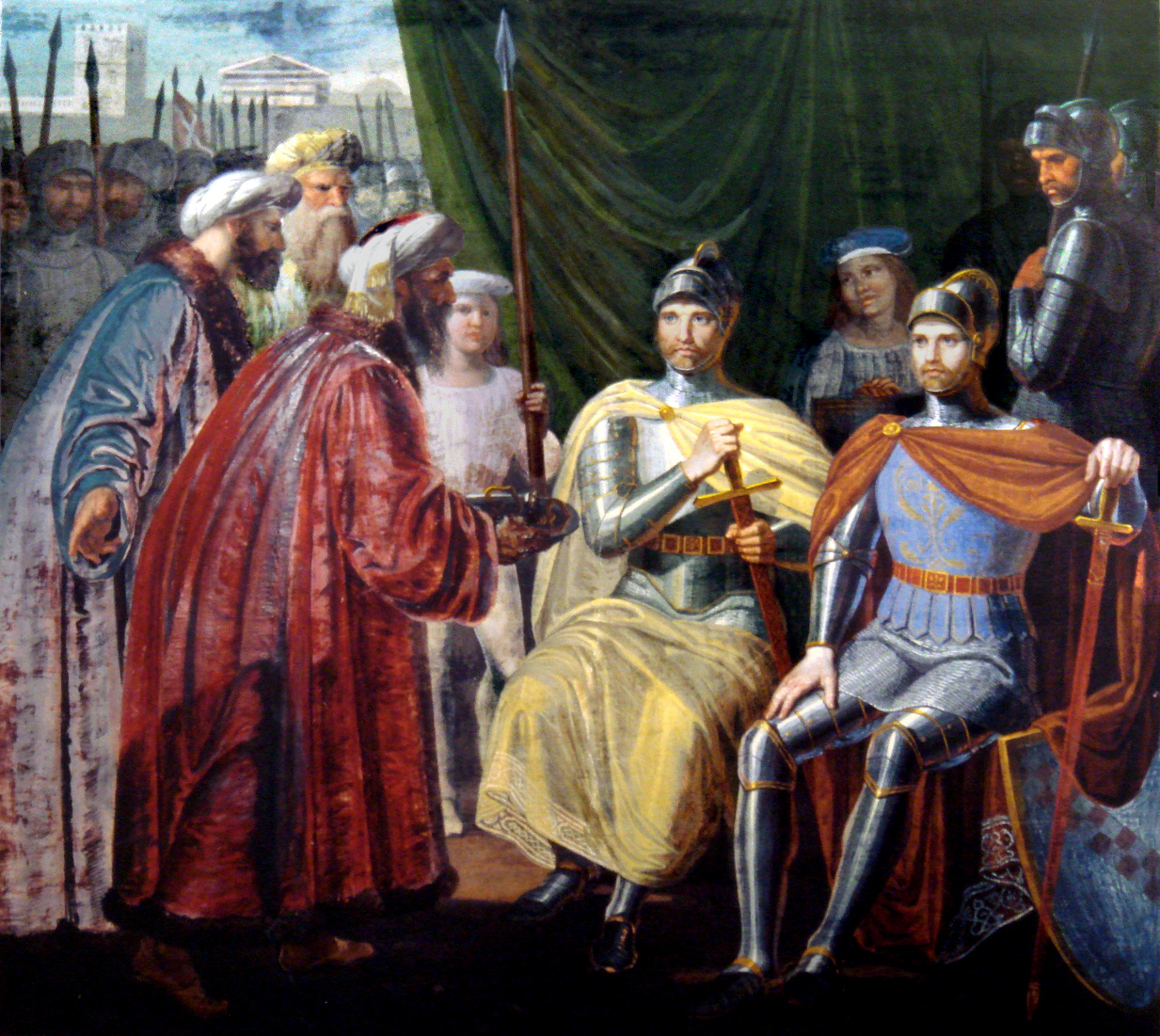
Ruggero I e Roberto il Guiscardo ricevono le chiavi della città di Palermo, Palazzo dei Normanni.

Con il termine siculo-normanni, talvolta alternato a italo-normanni, si indica la popolazione d'origine normanna nativa del Regno di Sicilia. A seguito della conquista normanna dell'Italia meridionale e della Sicilia, pur mantenendo alcuni tratti tipici della religiosità e dello stile militare dei loro avi nordici, i siculo-normanni svilupparono una loro distinta cultura, entrando in contatto con le preesistenti popolazioni di cultura bizantina, islamica e longobarda.

## Gli Altavilla
La principale famiglia siculo-normanna fu quella degli Altavilla. Originatasi dal piccolo nobile normanno Tancredi d'Altavilla, fu protagonista - con i figli di quest'ultimo, Roberto il Guiscardo e Ruggero I - della fondazione del Ducato di Puglia e Calabria e della Contea di Sicilia nel corso della seconda metà dell'undicesimo secolo. 
Nel 1130 Ruggero II d'Altavilla, nato in Calabria e cresciuto a Palermo, venne incoronato Re di Sicilia, Duca di Puglia e Principe di Capua, dando inizio alla plurisecolare esperienza storica del Regno di Sicilia, che con lui e i suoi immediati discendenti vivrà il proprio apogeo. Sotto la dinastia degli Altavilla, la Sicilia diverrà patria di una civiltà estremamente sofisticata che, attingendo alle culture preesistenti, eccellerà negli ambiti della scienza, dell'arte e dell'architettura. Proprio in campo artistico ed architettonico, gli edifici costruiti a Palermo nel periodo degli Altavilla costituiscono la più importante testimonianza materiale del loro lascito, tanto da meritare l'iscrizione nella lista dei patrimoni dell'umanità UNESCO con il sito seriale Palermo arabo-normanna e le cattedrali di Cefalù e Monreale.
Dopo Ruggero II, Guglielmo I, Guglielmo II e Tancredi, la dinastia siculo-normanna degli Altavilla si estinguerà nel 1198, con la morte della regina Costanza, madre di Federico II di Svevia. Proprio tramite quest'ultimo, i discendenti in linea diretta degli Altavilla continueranno a regnare in Sicilia - eccezion fatta per Carlo I d'Angiò - fino al 1401, anno della morte della regina Maria d'Aragona-Sicilia.

## Altre famiglie
Tra le altre famiglie d'origine normanna particolare menzione meritano i Drengot Quarrel, fondatori della Contea di Aversa e poi in possesso del Principato di Capua. 
Altre famiglie furono gli Aceto, gli Avarna, i Filangieri, i Gravina, i Palizzi, i Rosso e i Sanseverino.